# Spencer Compton, II marchese di Northampton
Spencer Joshua Alwyne Compton, II marchese di Northampton (2 gennaio 1790 – 17 gennaio 1851), è stato un nobile inglese.

## Biografia
Era l'unico figlio maschio di Charles Compton, I marchese di Northampton, e di sua moglie, Maria Smith. Studiò presso il Trinity College.

## Carriera
Nel 1812, in seguito alla uccisione del cugino, il primo ministro Spencer Perceval, Compton prese il suo posto nella Camera dei comuni per Northampton. Nonostante la sua famiglia fosse conservatrice, Compton votava spesso contro di loro. Ciò ha portato alla perdita del suo posto nelle elezioni generali del 1820.
Dopo il 1820, Compton ha preso la residenza in Italia, dove la sua casa divenne un centro di attrazione, e ha esercitato la sua influenza in favore di molte delle sfortunate vittime di autorità dispotica sia in Lombardia che a Napoli. Ritornò in Inghilterra nel 1830, e divenne una figura di primo piano nella vita politica e culturale. Ha sostenuto il Reform Bill nella Camera dei lord, ma divenne un sostenitore della promozione delle arti e delle scienze. 
È stato presidente della Geological Society of London (1820-1822). Fu presidente dell'Archaeological Institute of Great Britain and Ireland (1845-1846 e 1850-1851), e nel 1838 divenne presidente della Royal Society, carica che mantenne per i successivi dieci anni. Fu presidente della Royal Society of Literature (1849-1851). 

## Matrimonio
Sposò, il 24 luglio 1815, Margaret Douglas-Maclean-Clephane (?-2 aprile 1830), figlia del generale William Douglas-Maclean-Clephane. Ebbero sei figli, ma solo quattro raggiunsero l'età adulta:
- Charles Douglas-Compton, III marchese di Northampton (26 maggio 1816-3 marzo 1877);
- Lady Marianne Margaret Compton (21 giugno 1817-9 febbraio 1888), sposò John Egerton, visconte Alford, ebbero due figli;
- William Compton, IV marchese di Northampton (20 agosto 1818-11 settembre 1897);
- Lady Margaret Compton (?-22 maggio 1858), sposò Frederick Leveson-Gower, ebbero un figlio.

La coppia ha vissuto in Italia per dieci anni (1820-1830).  

## Morte
Morì il 17 gennaio 1851. Fu sepolto a Castle Ashby.